# Aranylemez

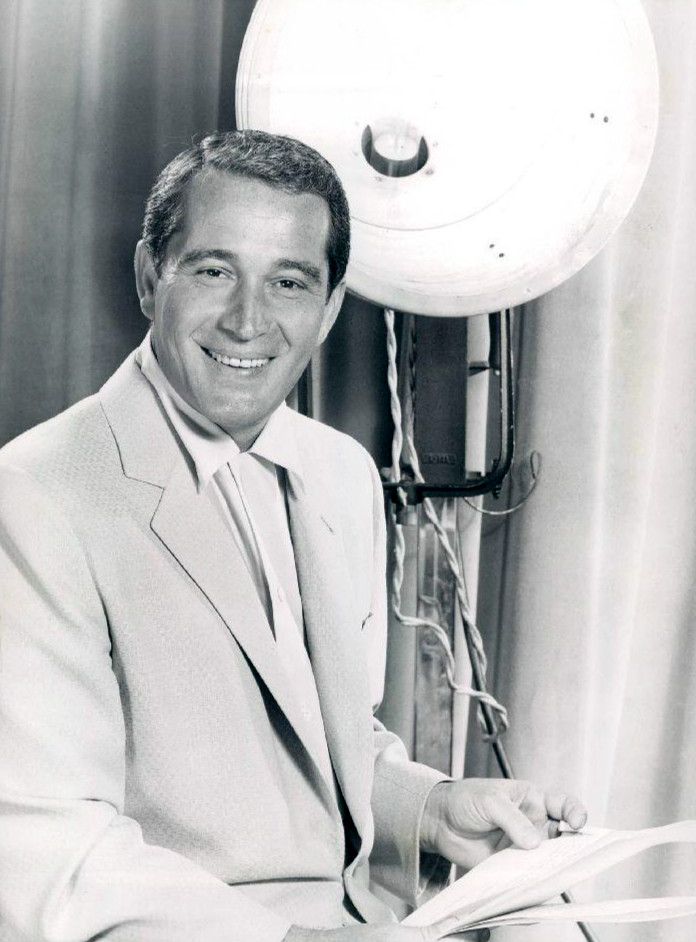
Perry Como

Az aranylemez – valamint az ezüst-, platina- illetve gyémántlemez – adott példányszámban elkelt zenei kiadványok megjelölése. Az aranylemezzé váláshoz szükséges példányszám országonként változó, és függ a lemez típusától (kislemez, EP, nagylemez), esetleg a zenei stílustól is.
Az első aranylemezekkel a lemezkiadók díjazták művészeiket, általában egymilliós nagyságrendű eladások esetén (pontos határokat ekkor még nem állapítottak meg). A legelsőt az RCA adta Glenn Millernek 1942. február 11-én, a Chattanooga Choo Choo 1 200 000. példánya után.
Az első hivatalos minimális példányszámot az RIAA (Amerikai Egyesült Államok) határozta meg 1958-ban (kislemezek, 500 ezer példány). Az első elismerést Perry Como Catch a Falling Star című kislemeze kapta (1958. március 14.); a nagylemezek közül az Oklahoma! musical dalait tartalmazó érte el elsőként a határt.

## Arany- és platinalemezek Magyarországon
| Kiadvány                                       | Aranylemez (db) | Platinalemez (db) |
| ---------------------------------------------- | --------------- | ----------------- |
| hazai pop album                                | 2 000           | 4 000             |
| hazai komolyzene, világzene, jazz, próza album | 1 500           | 3 000             |
| nemzetközi album                               | 1 000           | 2 000             |
| kislemez                                       | 1 500           | 3 000             |
| DVD pop                                        | 2 000           | 4 000             |
| DVD komolyzene, világzene, jazz, próza         | 1 000           | 2 000             |

### Díjak története
| Időszak          | Időszak         | Arany   | Platina | Gyémánt |
| ---------------- | --------------- | ------- | ------- | ------- |
|                  | 1992. 06. 12-ig | 100 000 | 200 000 | 400 000 |
| 1992. 06. 12-től | 1997. 12. 03-ig | 50 000  | 100 000 | 200 000 |
| 1997. 12. 03-tól | 2002. 04. 23-ig | 25 000  | 50 000  | –       |
| 2002. 04. 23-tól | 2005. 02. 23-ig | 15 000  | 30 000  | –       |
| 2005. 02. 23-tól | 2006. 09. 13-ig | 10 000  | 20 000  | –       |
| 2006. 09. 13-tól | 2009. 10. 01-ig | 7 500   | 15 000  | –       |
| 2009. 10. 01-től | 2012. 12. 14-ig | 5 000   | 10 000  | –       |
| 2012. 12. 14-től |                 | 2 000   | 4 000   | –       |

## Arany- és platinalemezek más országokban

### Albumok
| Ország             | Szövetség | Példányszám | Példányszám | Példányszám | Példányszám | Évi adat |
| Ország             | Szövetség | Ezüst       | Arany       | Platina     | Gyémánt     | Évi adat |
| ------------------ | --------- | ----------- | ----------- | ----------- | ----------- | -------- |
| Ausztrália         | ARIA      | –           | 35 000      | 70 000      | –           | 2003     |
| Brazília           | ABPD      | –           | 40 000      | 80 000      | 300 000     | 2010     |
| Egyesült Királyság | BPI       | 60 000      | 100 000     | 300 000     | –           | 1996     |
| Franciaország      | SNEP      | –           | 50 000      | 100 000     | 500 000     | 2009     |
| Írország           | IRMA      | –           | 7 500       | 15 000      | –           | 2008     |
| Japán              | RIAJ      | –           | 100 000     | 250 000     | 1 000 000   | 2004     |
| Kanada             | CRIA      | –           | 40 000      | 80 000      | 800 000     | 2010     |
| Mexikó             | AMPROFON  | –           | 30 000      | 60 000      | 300 000     | 2009     |
| Németország        | BVMI      | –           | 100 000     | 200 000     | –           | 2003     |
| Olaszország        | FIMI      | –           | 30 000      | 60 000      | 300 000     | 2010     |
| USA                | RIAA      | –           | 500 000     | 1 000 000   | 10 000 000  | 2005     |
| Új-Zéland          | RIANZ     | –           | 7 500       | 15 000      | –           | 1997     |

### Kislemezek
| Ország             | Ezüst   | Arany   | Platina   | Gyémánt    |
| ------------------ | ------- | ------- | --------- | ---------- |
| Egyesült Királyság | 200 000 | 400 000 | 600 000   | –          |
| Franciaország      | –       | 150 000 | 250 000   | 400 000    |
| Németország        | 200 000 | 400 000 | 600 000   | –          |
| Németország        | –       | 150 000 | 300 000   | –          |
| Olaszország        | –       | 15 000  | 30 000    | –          |
| USA                | –       | 500 000 | 1 000 000 | 10 000 000 |